# Amparo Ochoa
María Amparo Ochoa Castaños (Culiacán, 29 september 1946 - Culiacán, 8 februari 1994) was een Mexicaanse zangeres. Ze was een van de belangrijkste vertegenwoordigers van de nueva canción-stroming in Mexico, en stond bekend als "de stem van Mexico".

## Biografie
Ochoa werd geboren in een familie van Baskische migranten die werkten op een suikerplantage in de Mexicaanse deelstaat Sinaloa. Ze groeide op in Costa Rica, waarnaar haar familie in 1950 verhuisde. Ochoa groeide op in een zeer muzikale familie, en op 16-jarige leeftijd was ze reeds een actief muzikante. In 1965 won ze een zangwedstrijd in haar geboortestad Culiacán met het lied Hermosísimo Lucero, en begon ze meer bekendheid te genieten in haar streek. Amparo Ochoa studeerde voor onderwijzeres, en ging als leerkracht aan de slag, eerst in een lagere school in haar geboortestad, vanaf 1969 in Mexico-Stad. Daar combineerde ze haar baan met haar studies Muziek aan de Nationale Autonome Universiteit van Mexico (UNAM). In datzelfde jaar won ze opnieuw een belangrijke wedstrijd in Mexico-Stad, georganiseerd door een groot radiostation. De bekendheid die ze hierdoor verwierf gaf haar carrière een vlucht. In 1971 nam ze haar eerste langspeelplaat op, De la mano del viento. Ochoa leed aan maagkanker, en stierf in 1994 op 47-jarige leeftijd.

## Werk
Amparo Ochoa's muziek is sterk beïnvloed door de nueva canción-stroming in Latijns-Amerika, en is dus erg sociaal geëngageerd. In haar teksten verwijst ze vaak naar de sociale verworvenheden van de Mexicaanse bevolking, en de strijd tegen de armoede en voor gelijke rechten voor vrouwen en de oorspronkelijke bevolking in Latijns-Amerika. Ze was een overtuigd supporter van de socialistische president Salvador Allende. In 1974 nam ze een protest-LP op tegen de staatsgreep van Augusto Pinochet, en in 1990 was zij aanwezig bij de inhuldiging van Patricio Aylwin, de eerste Chileense president na de terugkeer van de democratie.
In 1984 was ze een van de artiesten die in het Sandinistische Nicaragua optraden tijdens de concertenreeks die bekend zou worden als April in Managua, een reeks concerten die werd gegeven als steun aan de Sandinistische regering. Ze speelde samen met Gabino Palomares haar bekendste nummer: La maldición de Malinche.

## Discografie
- De la mano del viento, 1971
- Cancionero de la Intervención Francesa, 1973
- Yo pienso que a mi pueblo, 1978
- Amparo Ochoa canta con los niños, 1983
- Abril en Managua, 1983
- Mujer, 1985
- Cancionero popular mexicano (vol. 2), 1986
- Zazhil y Amparo Ochoa en Holanda, 1986
- Vamos Juntos, 1986
- Amparo Ochoa canta trova y algo más de Yucatán
- Amparo Ochoa canta boleros
- Boleros
- Corridos y canciones de la revolución mexicana
- Por siempre, 2006
- Amparo Ochoa, Óscar Chávez, Los Morales en Holanda
- Tengo que hablarle, 1987
- Y la canción se hizo
- A lo mestizo, 1992
- Hecho en México, 1993
- Raíz Viva, 1995
- La maldición de malinche
- Cuando agosto era 21

- Gemeinsame Normdatei: 134475828
- International Standard Name Identifier: 0000 0000 4140 1768
- Library of Congress Control Number: no98012042
- MusicBrainz: 2ea53bc3-56cc-4f00-9588-73cb019c43c8
- SNAC: w6qm37tb
- Virtual International Authority File: 51300341
- WorldCat: E39PBJhxpQgv3MCX9BxcWBCmh3